# Nikaho
Nikaho (にかほ市, Nikaho-shi) est une ville située dans la préfecture d'Akita, au Japon.

## Géographie

### Situation
Nikaho est située dans le sud-ouest de la préfecture d'Akita, au bord de la mer du Japon

### Démographie
En mars 2022, la population de Nikaho s'élevait à 23 323 habitants, répartis sur une superficie de 241,13 km2.

### Topographie
Le mont Chōkai est situé au sud-est de la ville.

## Histoire
Le bourg moderne de Nikaho a été créé le 31 mars 1955 de la fusion du bourg de Hirasawa avec les villages de Koide et Innai. Nikaho obtient le statut de ville le 1er octobre 2005 après avoir absorbé les bourgs de Kisakata et Konoura.

## Transports
Nikaho est desservie par la ligne principale Uetsu de la JR East.

## Jumelage
Nikaho est jumelée avec :
- Shawnee (États-Unis),
- Anacortes (États-Unis),
- Zhuji (Chine).